# مرکز پزشکی تگزاس

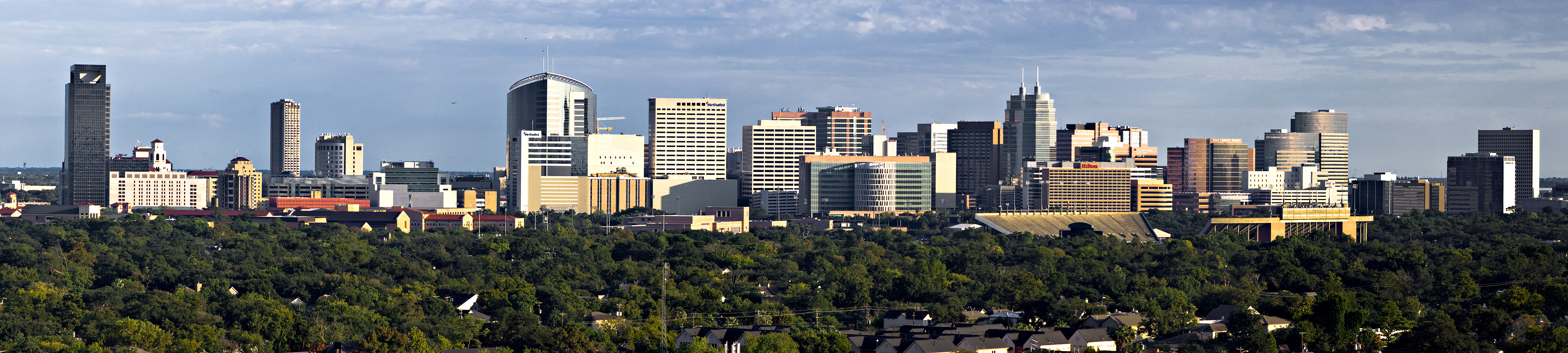
مرکز پزشکی تگزاس از محوطه دانشگاه رایس

مرکز پزشکی تگزاس (به انگلیسی: Texas Medical Center) بزرگ‌ترین تجمع مراکز درمانی/تحقیقاتی دنیا است و در ایالت تگزاس و در شهر هوستون واقع است.

## مراکز علمی و بالینی
این مرکز حاوی ۲۱ بیمارستان اصلی و هشت دانشگاه (از جمله مرکز علوم درمانی دانشگاه تگزاس در هیوستون، دانشگاه رایس، مرکز سرطان ام دی اندرسون دانشگاه تگزاس، دانشگاه هیوستون، دانشگاه زنان تگزاس، و دانشکده پزشکی بیلور)، به همراه حدوداً چهل انستیتو تحقیقاتی پزشکی می‌باشد، و در سال ۲۰۰۷ در مجموع نزدیک به ۷۴٬۰۰۰ متخصص در استخدام داشت.
برخی مراکز درمانی آن همانند موسسه قلب تگزاس، بیمارستان متودیست، کالج پزشکی بیلور، بیمارستان کودکان تگزاس و مرکز سرطان ام دی اندرسون دانشگاه تگزاس در سطح کشور و جهان شناخته شده هستند.

## ایرانیان فعال در این مرکز
در سال ۲۰۰۶ علی و گیتا صابریون، دو ایرانی مقیم شهر هیوستون در تگزاس مبلغ ۱۰ میلیون دلار به این مرکز اهدا کردند.

## نگارخانه

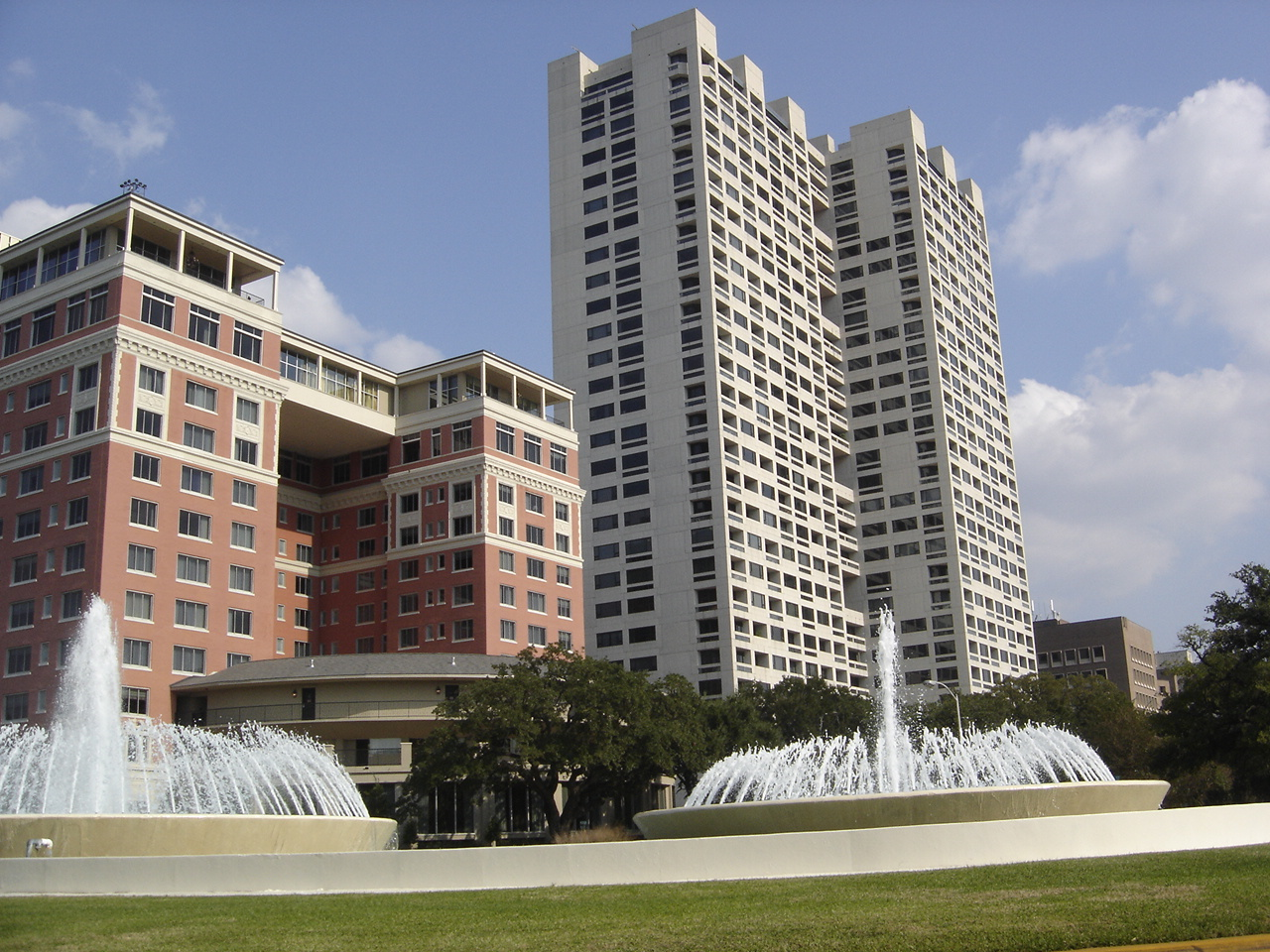
مرکز پزشکی تگزاس در مجاورت پارک هرمان قرار دارد.
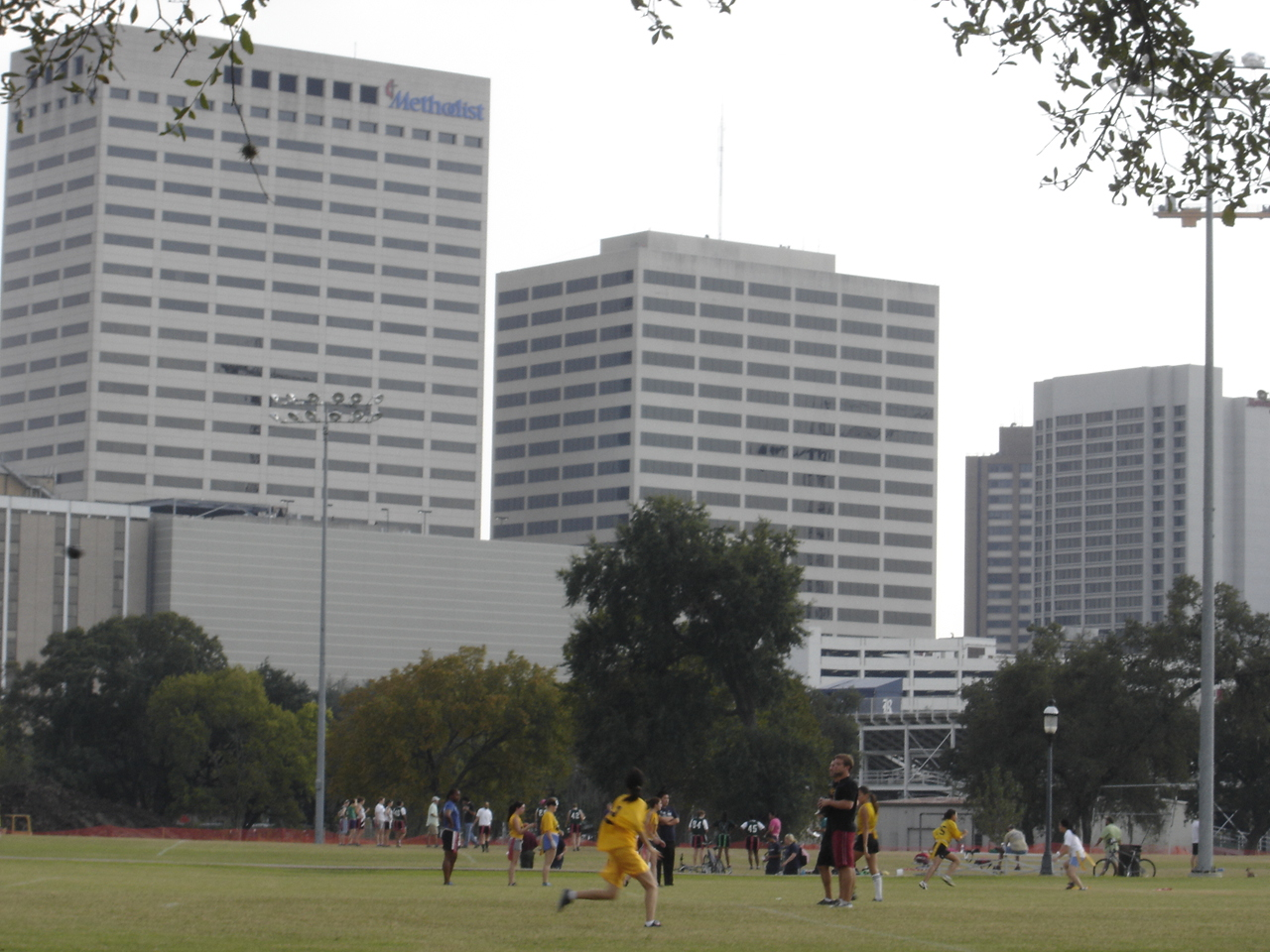
مرکز پزشکی تگزاس در مجاورت دانشگاه رایس قرار دارد.
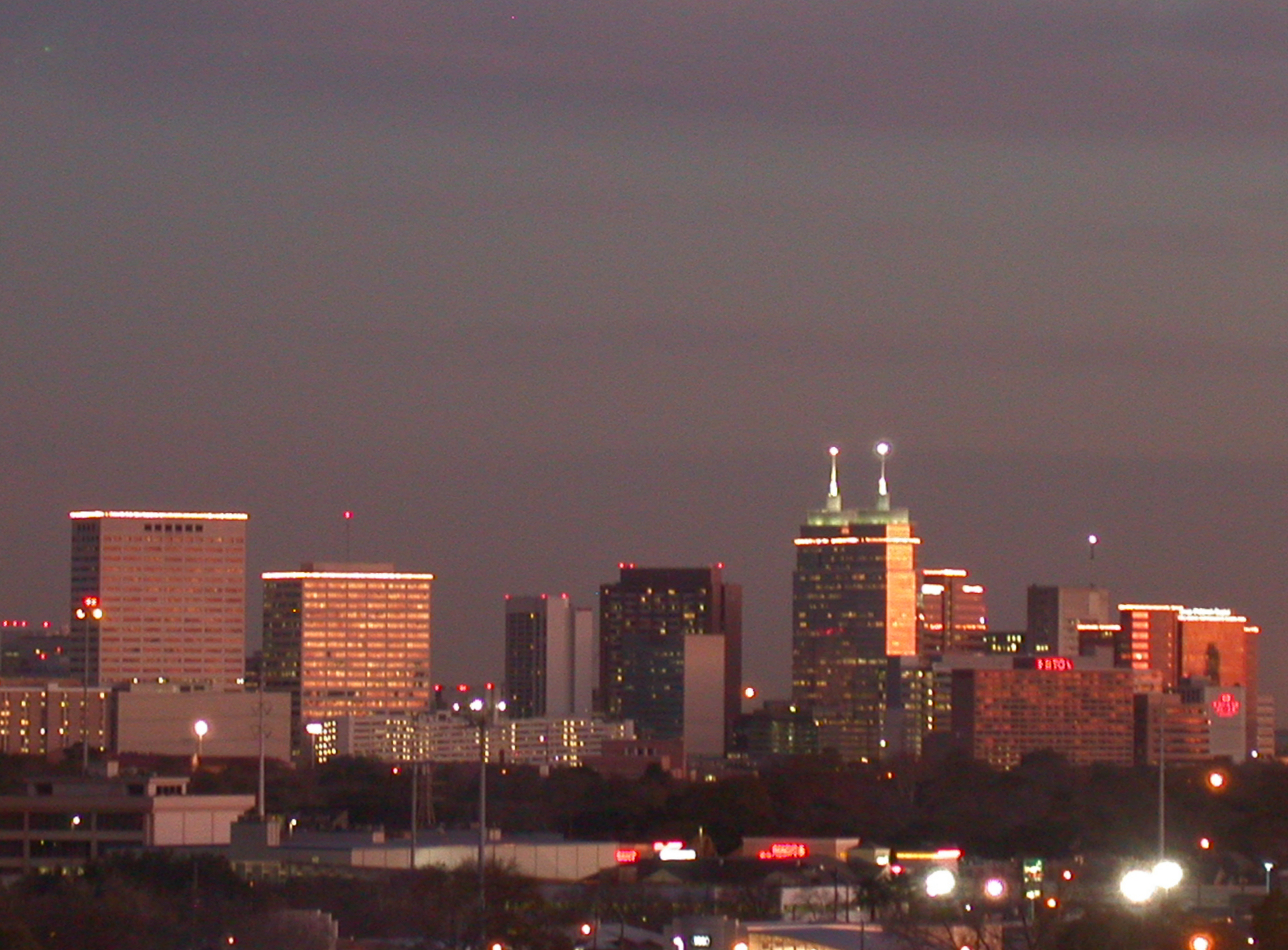
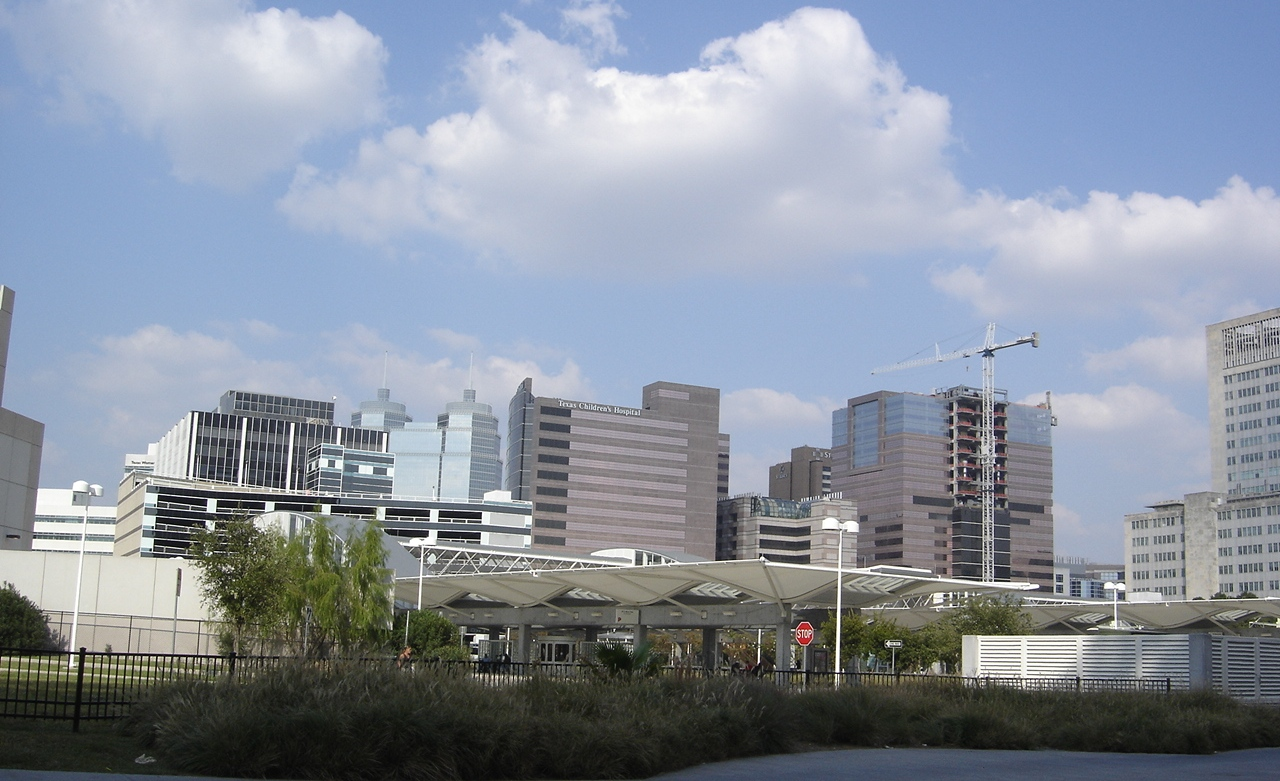

## وب‌گاه رسمی
- www.texasmedicalcenter.org